# Lepthyphantes concavus
Lepthyphantes concavus este o specie de păianjeni din genul Lepthyphantes, familia Linyphiidae. A fost descrisă pentru prima dată de Oi, 1960. Conform Catalogue of Life specia Lepthyphantes concavus nu are subspecii cunoscute.